# 棗據
棗據（?—?），字道彦，中国晋朝文人、官员。潁川郡長社县（今河南省长葛县东）人。屯田制實行者棗祗之孫，曹魏鉅鹿郡太守棗叔禕之子。本姓棘，其先人避仇改姓。
棗據容貌俊美，善于文辞。弱冠时召入大将軍府，出任山陽县令，有治績。升迁尚書郎，转任尚書右丞。賈充讨伐孙吴，棗據担任从事中郎。凱旋之后，转任黄門侍郎、冀州刺史、太子中庶子。官至散骑常侍。太康年間，棗據去世。享年五十余岁。生前所著詩、賦、論45首，因战乱多亡佚。

## 子女
- 棗腆（字玄方，永嘉年間担任襄城郡太守）
- 棗嵩（字台产，[1]担任太子中庶子、散騎常侍，被石勒殺害）

## 延伸阅读
[在维基数据编辑]
 《晉書/卷092》，出自房玄齡《晉書》